# Иртсфельден
Иртсфельде́н (фр. Hirtzfelden) — коммуна на северо-востоке Франции в регионе Гранд-Эст (бывший Эльзас — Шампань — Арденны — Лотарингия), департамент Верхний Рейн, округ Тан — Гебвиллер, кантон Энсисем. До марта 2015 года коммуна административно входила в состав кантона Энсисем (округ Гебвиллер).
Площадь коммуны — 22,1 км², население — 1084 человека (2006) с тенденцией к росту: 1189 человек (2012), плотность населения — 53,8 чел/км².

## Население
Численность населения коммуны в 2011 году составляла 1171 человек, а в 2012 году — 1189 человек.
| 1962 | 1968 | 1975 | 1982 | 1990 | 1999 | 2006 | 2008 | 2011 | 2012 |
| ---- | ---- | ---- | ---- | ---- | ---- | ---- | ---- | ---- | ---- |
| 544  | 559  | 561  | 741  | 848  | 981  | 1084 | 1113 | 1171 | 1189 |

Динамика населения:

## Экономика
В 2010 году из 802 человек трудоспособного возраста (от 15 до 64 лет) 599 были экономически активными, 203 — неактивными (показатель активности 74,7 %, в 1999 году — 70,6 %). Из 599 активных трудоспособных жителей работали 562 человека (306 мужчин и 256 женщин), 37 числились безработными (11 мужчин и 26 женщин). Среди 203 трудоспособных неактивных граждан 63 были учениками либо студентами, 78 — пенсионерами, а ещё 62 — были неактивны в силу других причин.
На протяжении 2011 года в коммуне числилось 444 облагаемых налогом домохозяйства, в которых проживало 1161,5 человек. При этом медиана доходов составила 23396 евро на одного налогоплательщика.

## Достопримечательности (фотогалерея)

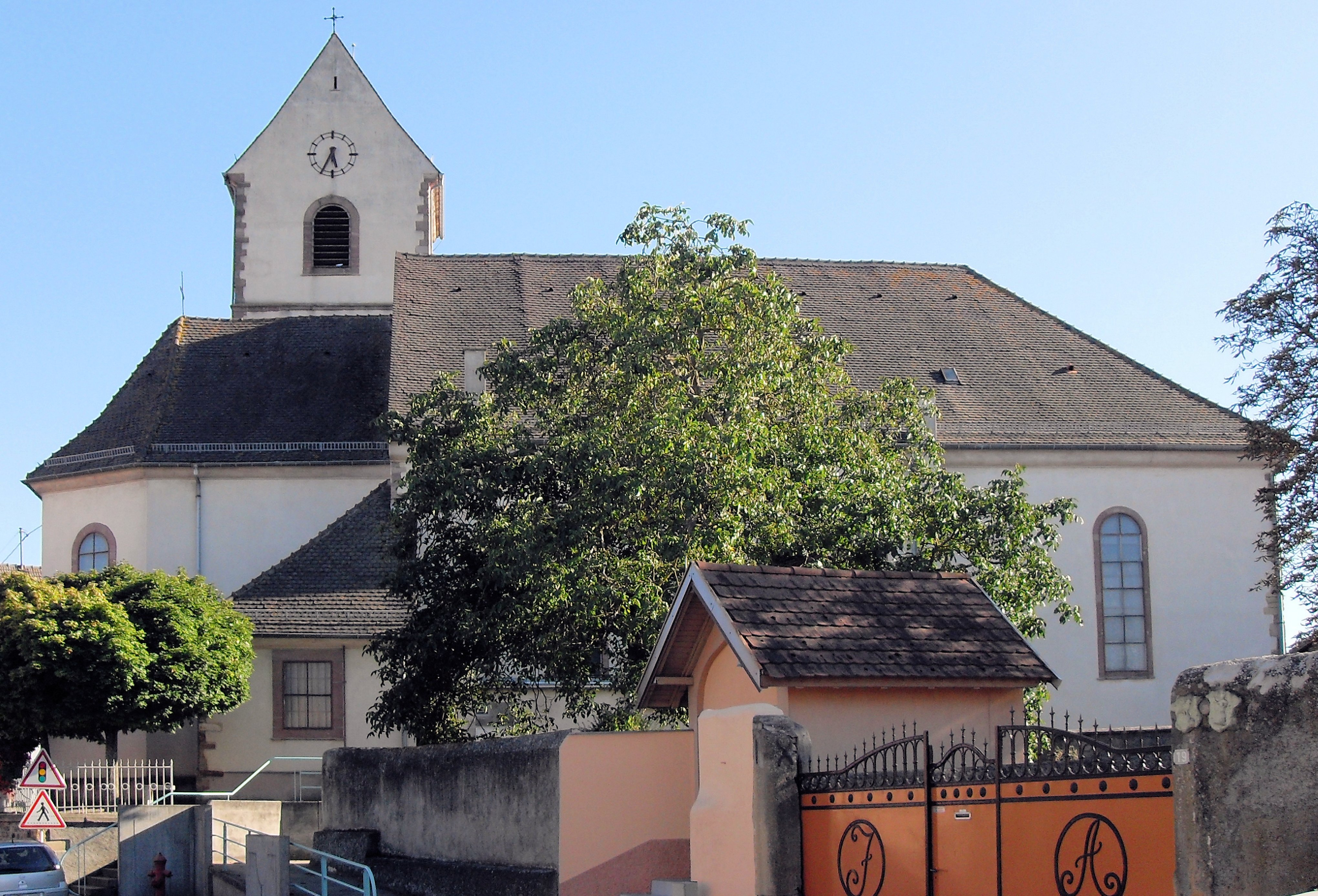
Церковь Сен-Лорен
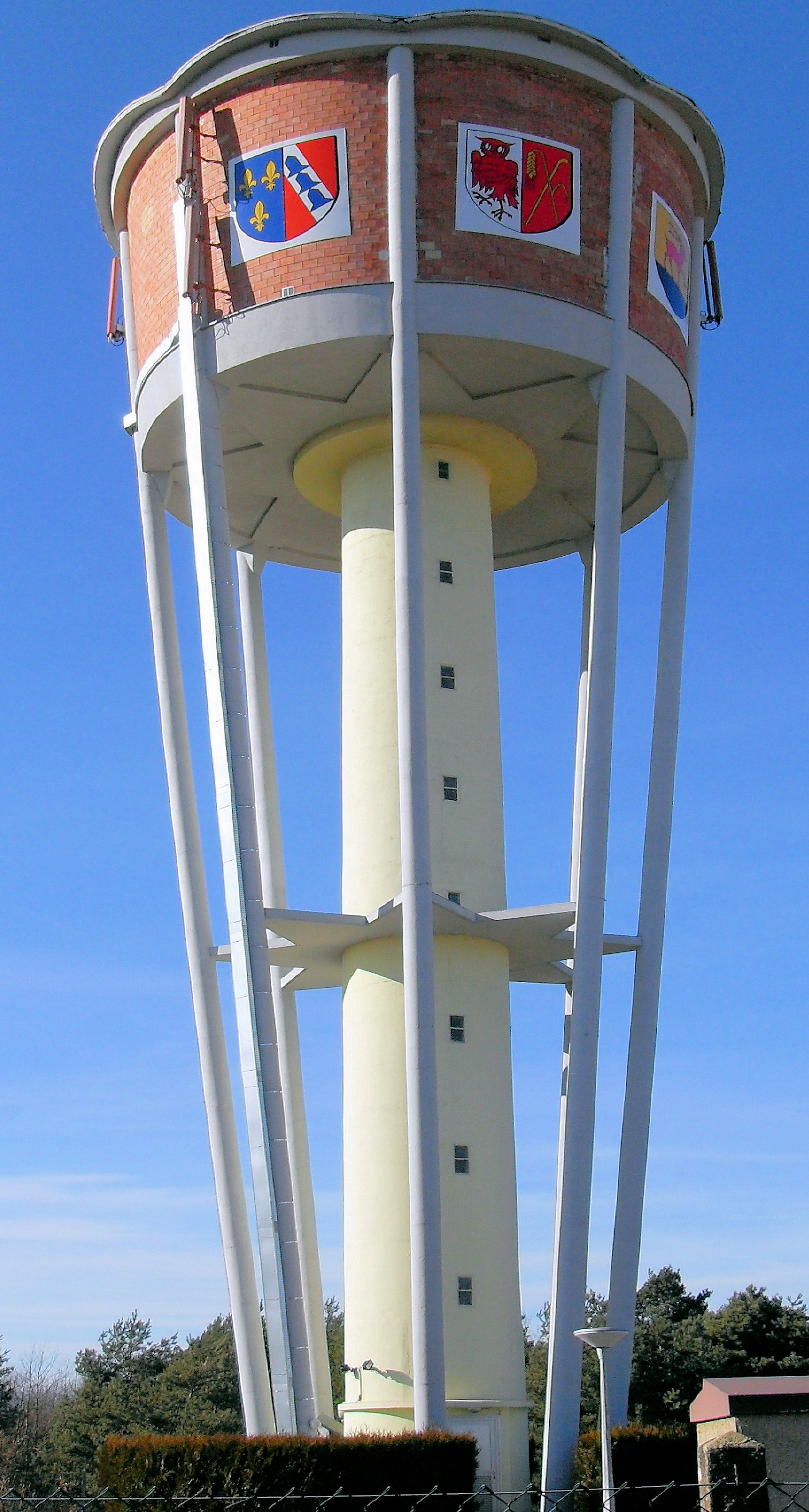
Шато d'Eau